# Деягере, Брехт
Брехт Деягере (нидерл. Brecht Dejaegere; род. 29 мая 1991[…], Хандзаме, Фламандский регион) — бельгийский футболист, полузащитник клуба «Кортрейк».

## Клубная карьера
Деягере — воспитанник клуба «Кортрейк». 19 февраля 2011 года в матче против «Беерсхота» он дебютировал в Жюпилер-лиге. 3 марта 2012 года в поединке против «Генка» Брехт забил свой первый гол за «Кортрейк».
9 августа 2013 года Деягере перешёл в «Гент», подписав контракт на пять сезонов. 11 августа в матче против «Андерлехт» он дебютировал за новый клуб. 23 ноября в поединке против «Васланд-Беверен» Брехт забил свой первый гол за «Гент». В 2015 году Деягере помог клубу впервые в истории выиграть чемпионат и завоевать Суперкубок Бельгии. 12 мая 2016 года Деягере продлил контракт с «Гентом» на один год, до 2019 года. 2 февраля 2018 года Деягере продлил контракт с «Гентом» до 2022 года.
11 сентября 2020 года Деягере отправился в аренду во французскую «Тулузу» на один год с опцией выкупа. За «Тулузу» он дебютировал 14 сентября в матче третьего тура Лиги 2 сезона 2021/22 против «Сошо», заменив Амина Адли. 31 мая 2021 года «Тулуза» задействовала опцию выкупа Деягере. По окончании сезона 2022/23 Деягере покинул «Тулузу», после того как его истекавший контракт не был продлён.
13 июля 2023 года Деягере подписал контракт с клубом MLS «Шарлотт» сроком до конца сезона 2025. За «Шарлотт» он дебютировал 7 августа в матче ⅛ финала Кубка лиг 2023 против «Хьюстон Динамо», выйдя на замену вместо Скотта Арфилда на 60-й минуте. 4 октября в матче против «Торонто» он забил свой первый гол за «Шарлотт».
16 августа 2024 года Деягере вернулся в «Кортрейк», подписав двухлетний контракт.

## Достижения
«Гент»
- Чемпион Бельгии: 2014/15
- Обладатель Суперкубка Бельгии: 2015

«Тулуза»
- Победитель Лиги 2: 2021/22
- Обладатель Кубка Франции: 2022/23